# Juan Iturbe
Juan Manuel Iturbe Arévalos (sinh ngày 4 tháng 6 năm 1993) là một cầu thủ bóng đá người Paraguay đang thi đấu cho Grêmio tại Brazil, đây là cầu thủ được biết đến với biệt danh "Lionel Messi mới". Iturbe có những phẩm chất tương tự với Messi là khả năng kiểm soát bóng dính chặt trong chân, trọng tâm thấp và năng lực điều khiển quả bóng ở tốc độ rất cao, anh thường xuyên cắt vào trung lộ để tận dụng lợi thế chân nghịch (Iturbe thuận chân trái). Nhờ lối chơi linh hoạt, Iturbe cũng có thể đổi cánh liên tục.

## Thống kê sự nghiệp
Tính đến ngày 8 tháng 12 năm 2016
| Câu lạc bộ          | Mùa giải            | Giải đấu                    | Giải đấu | Giải đấu | Cúp quốc gia | Cúp quốc gia | Khác | Khác | Tổng cộng | Tổng cộng |
| Câu lạc bộ          | Mùa giải            | Hạng                        | Trận     | Bàn      | Trận         | Bàn          | Trận | Bàn  | Trận      | Bàn       |
| ------------------- | ------------------- | --------------------------- | -------- | -------- | ------------ | ------------ | ---- | ---- | --------- | --------- |
| Cerro Porteño       | 2009                | Paraguayan Primera División | 4        | 0        | 0            | 0            | 0    | 0    | 4         | 0         |
| Cerro Porteño       | 2010                | Paraguayan Primera División | 3        | 0        | 0            | 0            | 0    | 0    | 3         | 0         |
| Cerro Porteño       | 2011                | Paraguayan Primera División | 15       | 3        | 0            | 0            | 8    | 2    | 23        | 5         |
| Cerro Porteño       | Tổng cộng           | Tổng cộng                   | 22       | 3        | 0            | 0            | 8    | 2    | 30        | 5         |
| Porto               | 2011–12             | Primeira Liga               | 4        | 0        | 2            | 0            | 0    | 0    | 6         | 0         |
| Porto               | 2012–13             | Primeira Liga               | 1        | 0        | 1            | 0            | 0    | 0    | 2         | 0         |
| Porto               | 2013–14             | Primeira Liga               | 1        | 0        | 0            | 0            | 0    | 0    | 1         | 0         |
| Porto               | Tổng cộng           | Tổng cộng                   | 6        | 0        | 3            | 0            | 0    | 0    | 9         | 0         |
| Porto B             | 2012–13             | Segunda Liga                | 6        | 1        | 0            | 0            | 0    | 0    | 6         | 1         |
| River Plate (mượn)  | 2012–13             | Argentine Primera División  | 17       | 3        | 0            | 0            | 0    | 0    | 17        | 3         |
| Verona (mượn)       | 2013–14             | Serie A                     | 33       | 8        | 0            | 0            | 0    | 0    | 33        | 8         |
| Roma                | 2014–15             | Serie A                     | 27       | 2        | 1            | 1            | 9    | 1    | 37        | 4         |
| Roma                | 2015–16             | Serie A                     | 12       | 1        | 1            | 0            | 6    | 0    | 19        | 1         |
| Roma                | 2016–17             | Serie A                     | 5        | 0        | 0            | 0            | 7    | 0    | 12        | 0         |
| Roma                | Tổng cộng           | Tổng cộng                   | 44       | 3        | 2            | 1            | 22   | 1    | 68        | 5         |
| Bournemouth (mượn)  | 2015–16             | Premier League              | 2        | 0        | 2            | 0            | 0    | 0    | 4         | 0         |
| Tổng cộng sự nghiệp | Tổng cộng sự nghiệp | Tổng cộng sự nghiệp         | 129      | 18       | 7            | 1            | 30   | 3    | 166       | 22        |